# Чуфрин, Геннадий Илларионович
Генна́дий Илларио́нович Чуфрин (род. 21 июля 1935 года) — советский и российский экономист, к.э.н. (1965), д.э.н. (1981), профессор (1990), член-корреспондент РАН (1994), академик (2016) (Отделение глобальных проблем и международных отношений РАН). Заместитель директора ИМЭМО РАН (2002-2008), советник РАН ( 2009-2016), научный руководитель направления постсоветских исследований ИМЭМО РАН (с 2017).

## Биография
Сын инженера-конструктора И. И. Чуфрина. Окончил ЛГУ (1958). Работал в торгпредстве СССР в Индонезии (1965—1969), Научно-исследовательском конъюнктурном институте (НИКИ) МВТ СССР (1970—1973), в посольствах СССР в Пакистане и Индии (1973—1978), Институте востоковедения АН СССР/РАН (1979—1998), Stockholm International Peace Research Institute (SIPRI) (1998—2001), Национальном исследовательском институте мировой экономики и международных отношений имени Е. М. Примакова (ИМЭМО) РАН (с 2002 года).
В 1965 году защитил кандидатскую диссертацию «Социально-экономическая характеристика планов хозяйственного развития в несоциалистических странах Юго-Восточной Азии», в 1981 году — докторскую диссертацию «Проблемы экономической интеграции в Азии : возможности, трудности и пределы».
Лауреат премии имени Е. С. Варги (2015).

## Основные произведения
- Экономическая интеграция в Азии. М.: Международные отношения, 1975;
- Внешнеэкономические связи современной Индии. М.: Международные отношения, 1978;
- Экономическая интеграция развивающихся стран Азии: возможности, трудности, пределы. М.: Наука, 1987;
- Внешняя политика Сингапура (в соавторстве с Э. М. Гуревич). М.: Наука, 1989;
- Наука и техника в странах АСЕАН (в соавторстве с В.Н. Курзановым и Г.С. Шабалиной).М.: Наука, 1990;
- Russia and Asia: the Emerging Security Agenda. (Соавтор и ответственный редактор). New York: Oxford University Press, 1999;
- The Security of the Caspian Sea Region. (Соавтор и ответственный редактор). New York: Oxford University Press, 2001;
- Восточная Азия: между регионализмом и глобализмом. (Соавтор и ответственный редактор). М.: Наука, 2004;
- Китай в XXI веке:глобализация интересов безопасности. (Соавтор и ответственный редактор). М.: Наука, 2007;
- Россия в Центральной Азии. Алматы: КИСИ, 2010;
- Очерки евразийской интеграции. М.: Весь мир, 2013;
- Постсоветское пространство: роль  внешнего фактора: сборник статей / ( отв. редактор сборника (совм. с А.Б.Крыловым и А. В. Кузнецовым). М.: ИМЭМО РАН, 2018.